# يومإمي كاندا
يومإمي كاندا (باليابانية: 神田 夢実) (14 سبتمبر 1994 في سابورو في اليابان – )؛ هو لاعب كرة قدم ياباني سابق كان يلعب كلاعب وسط.

## وصلات خارجية
- يومإمي كاندا على موقع رابطة كرة القدم اليابانية للمحترفين (اليابانية)
- يومإمي كاندا على موقع قاعدة بيانات كرة القدم.إي يو (الإنجليزية)
- يومإمي كاندا على موقع Soccerway.com (الإنجليزية)
- يومإمي كاندا على موقع عالم كرة القدم.نت (الإنجليزية)